# ミズーリ (原子力潜水艦)
|          |                                                                   |
| 艦歴     |                                                                   |
| 発注     | 2003年8月14日                                                     |
| 起工     | 2008年9月27日                                                     |
| 進水     | 2009年12月5日                                                     |
| 就役     | 2010年7月31日                                                     |
| その後   |                                                                   |
| 性能諸元 |                                                                   |
| 排水量   | 7,800トン                                                         |
| 全長     | 114.9 m (377 ft)                                                  |
| 全幅     | 10.3 m (34 ft)                                                    |
| 吃水     |                                                                   |
| 機関     | S9G 原子炉                                                        |
| 最大速   | 水上:25ノット (46 km/h) 水中:32ノット (59 km/h)                   |
| 潜航深度 | 800 ft (250 m)                                                    |
| 乗員     | 士官、兵員134名                                                   |
| 兵装     | VLS 12基 21インチ魚雷発射管 4基                                   |
| モットー | 団結すれば立ち、分裂すれば倒れる United we stand, divided we fall |

ミズーリ (USS Missouri, SSN-780) は、アメリカ海軍の攻撃型原子力潜水艦。バージニア級原子力潜水艦の7番艦。艦名はミズーリ州に因む。その名を持つ艦としてはアイオワ級戦艦3番艦(BB-63)以来4隻目（南北戦争時に拿捕した南軍装甲艦を含めて5隻目と見なす説もある）。

## 艦歴
ミズーリの建造は2003年8月14日にコネチカット州グロトンのジェネラル・ダイナミクス・エレクトリック・ボート社に発注され、2008年9月27日に起工した。2009年12月5日にベッキー・ゲーツ（ロバート・ゲーツ国防長官の妻）によって命名、進水し、2010年7月31日に就役した。
ミズーリはコネチカット州グロトンのニューロンドン海軍潜水艦基地を拠点とする第4潜水戦隊に所属する。

## 参照
1. 1 2  “Navy to Christen Submarine Missouri”.   Navy News Service (2009年12月3日). 2009年12月4日閲覧。
2. ↑  McDermott, Jennifer, "USS Missouri Leading Way For New Wave Of Submarines", New London Day, August 1, 2010.